# Jacky Molard
Pour les articles homonymes, voir Molard et Frères Molard.
Jacky Molard est un violoniste français qui compte parmi les musiciens incontournables de la scène actuelle bretonne. Il a fait partie des groupes phares de la musique bretonne à partir des années 1980 : Gwerz, Pennoù Skoulm, Celtic Procession avec  Jacques Pellen... Musicien très sollicité, il participe à diverses expériences, avec Gérard Delahaye, Bleizi Ruz, Per Tallec Trio, Pat Kilbride Band, Erik Marchand, Soïg Sibéril...
Les frères Molard sont reconnus en tant qu'experts dans la pratique de leurs instruments (Patrick pour les cornemuses, Dominique aux percussions).

## Biographie
Jacky Molard, né à Saint-Malo en 1961, débute la musique par la guitare en autodidacte à 12 ans. Puis, à 16 ans, il aborde le violon par la technique irlandaise. Il s'intéresse très tôt à la musique d'improvisation américaine avec le bluegrass tout en jouant de la musique celtique au contact des sonneurs et chanteurs bretons et de musiciens irlandais. Il compose de nombreux airs de bluegrass, notamment pour le groupe Gazon-Bleu.

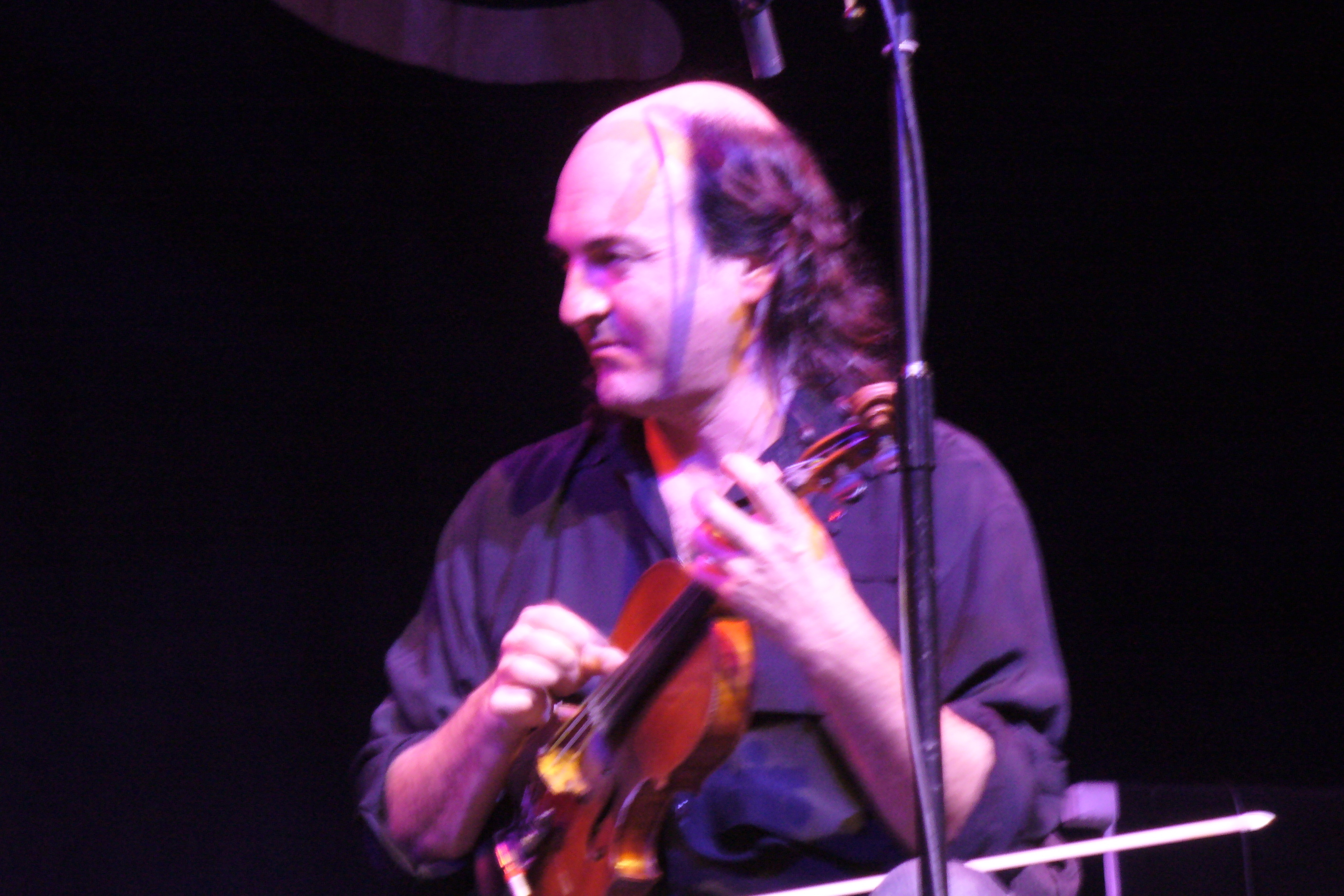
Jacky Molard avec Pennoù Skoulm en 2010.

En 1975, il joue de la musique celtique avec ses deux frères sous le nom Ogham. En 1981, il forme le groupe à écouter Gwerz et compose la plupart des titres. En 1982, il forme le groupe à danser Pennoù Skoulm, où les musiciens travaillent sur la dansabilité des mélodies et l'accompagnement de guitare et parfois d'octaveur. En 1985 il forme Archetype, octet à cordes pour musiques traditionnelles. En 1987, il forme avec Soïg Sibéril le groupe de rock celtique Den, fusion de musique celtique et jazz-rock sur ses compositions.
Sa rencontre avec Jacques Pellen en 1991 est déterminante. Il travaillera avec lui au sein de plusieurs formations, aux côtés de son frère Patrick Molard : Celtic Procession, Triptyque, Bal Tribal… Pour Jacques Pellen il signe en 1992 les arrangements et compositions de la Prophétie de Gwench'lan, pièce maîtresse du Barzaz Breiz, mariage de textes anciens (Ve siècle) avec une musique actuelles. Il participe en 1993 à deux créations : Erik Marchand / Okay Temiz… et la Création Violon avec les violonistes Dominique Pifarely, Régis Huby et Jean-François Vrod. En 1995, il compose la musique originale du film muet Finis Terrae de Jean Epstein (1929) pour le Festival européen du film court de Brest.
De 1994 à 1996, il tourne dans les festivals avec la Celtic Procession, les concerts avec Triptyque au Québec, Yémen, Portugal, Théâtre de Paris. Il enregistre en tant que directeur artistique, pour le groupe d'Alain Genty, la chanteuse Annie Ebrel, le guitariste Soïg Sibéril ou encore Ricardo Del Fra et Jacques Pellen. Entre 1996 et 2004, il est directeur artistique de nombreuses productions discographiques et scéniques : Bal Tribal, Jean-Michel Veillon, Les Ours du Scorff, Patrick Molard. Avec Erik Marchand, chanteur de kan ha diskan et de gwerz, il participe à la création et à l'enregistrement de l'album Dor, accompagné du Taraf de Caransebes (tournée commune en 1998, avec également Temo) et en 2004 l'album Pruna réunissant une « tribu » baptisée Les Balkaniks.
En 2005, il enregistre l'album Una, daou, tri, chtar. avec le quartet d'Erik Marchand, et fonde, toujours avec Erik Marchand, le label Innacor. En 2006, il fonde son propre quartet et sort en 2007 son premier album, entièrement acoustique et sans percussion. En 2010, il réalise un disque laissant une grande place aux improvisations au sein du quartet et aux collaborations avec le trio de la chanteuse malienne Foune Diarra et se produit au festival du Bout du Monde. En 2012, l'album Suites présente d'une part des morceaux en mesures impaires d'Europe de l'Est et une autre partie gaélique (pibroc'h, marche, reel). En 2013, le quartet joue au festival des Vieilles Charrues.
En fest-noz, il monte le groupe Dour Kamm en 2012 et en 2013 un trio avec Annie Ebrel et Julien Padovani. En 2014, il joue en quintet avec Jean-Michel Veillon, Alain Genty, Laurent Jouin et Antonin Volson.

## Discographie

### Jacky Molard Quartet
- 2007 : Jacky Molard Acoustic Quartet (Ton All Produksion / Innacor)
- 2010 : N'Diale - avec Foune Diarra Trio (Ton All Produksion / Innacor)
- 2012 : Suites (Ton All Produksion / Innacor - Believe / L'autre distribution)
- 2018 : Mycelium (Ton All Produksion / Innacor)

### Participations

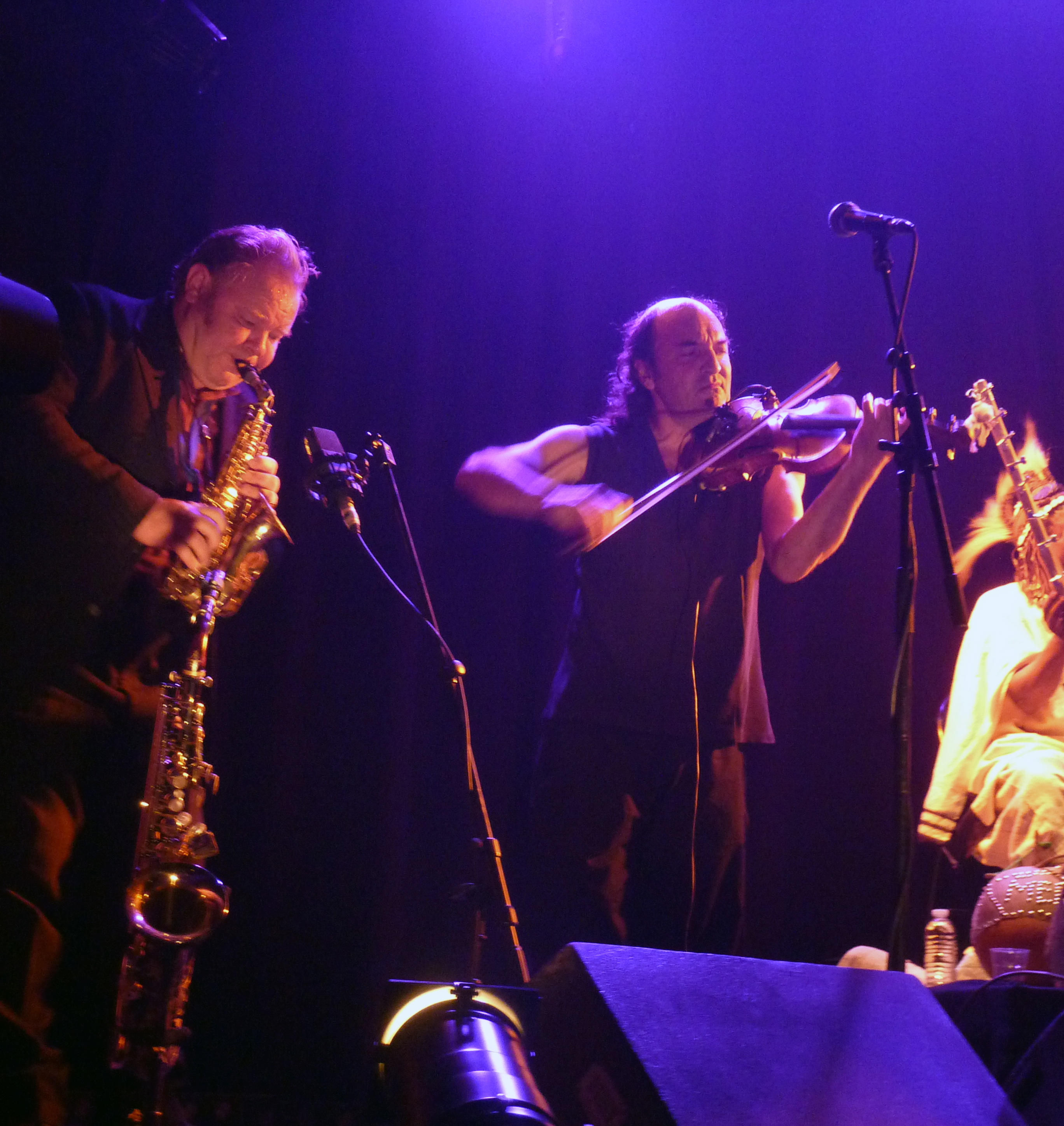
Jacky Molard Quartet et Foune Diarra

- 1983 : Patrick Molard - Ar Baz Valan (Keltia Musique)
- 1985 : Gwerz - Musique bretonne (Musea)
- 1987 : Gwerz - Live (Coop Breizh)
- 1988 : Gwerz - Au-delà (Coop Breizh) Grand Prix de l’Académie Charles-Cros
- 1989 : Den - Just around the window (Coop Breizh)
- 1990 : Pennoù Skoulm - Fest-Noz (Coop Breizh)
- 1993 : Soïg Sibéril - Digor (Coop Breizh)
- 1993 : Jean-Michel Veillon - E Koad Nizan (Coop Breizh)
- 1993 : Jacques Pellen et les frères Molard - Triptyque (Coop Breizh)
- 1994 : Alain Genty - La Couleur du Milieu (Gwerz Pladenn/Coop Breizh)
- 1996 : Soïg Sibéril - Entre ardoise et granit (Coop Breizh)
- 1997 : Gérard Delahaye - Ballade du Nord-Ouest (Globe, Sony Music)
- 1998 : Bleizi Ruz - Klask Ar Palc'h (Coop Breizh)
- 1998 : Alain Genty - Le grand encrier (Keltia Musique)
- 1998 : Erik Marchand et le Taraf de Caransebes - Dor (BMG)
- 1999 : Pat O’May - Breizh-Amerika (Coop Breizh)
- 1999 : Soïg Sibéril - Gwenojenn (Coop Breizh)
- 1999 : Jacques Pellen Les Tombées de la nuit Celtic Procession Live (Naïve)
- 1999 : Jean-Michel Veillon - Er Pasker (Coop Breizh)
- 2000 : Patrick Molard Deliou L'Oz Production/Naïve)
- 2000 : Karma - Nozata (Coop Breizh)
- 2004 : Alain Genty - Une petite lanterne (Keltia Musique)
- 2004 : Erik Marchand - Pruna
- 2005 : Quartet Erik Marchand - 1 2 3 4, Unu daou tri chtar (Innacor)

### Vidéographie
- « Le Voyage de Jacky »(Archive.org • Wikiwix • Archive.is • Google • Que faire ?), reportage documentaire de Sylvain Bouttet pour France Télévisions, 52 min, DVD Aligal Production (Rennes), 2011 (diffusé le 15 février 2012 sur France 3 Bretagne)